# Кроаси сир Сел
Кроаси сир Сел (фр. Croissy-sur-Celle) насеље је и општина у североисточној Француској у региону Пикардија, у департману Оаза која припада префектури Бове.
По подацима из 2011. године у општини је живело 289 становника, а густина насељености је износила 26,04 становника/km². Општина се простире на површини од 11,1 km². Налази се на средњој надморској висини од 71 метар (максималној 175 m, а минималној 67 m).

## Демографија
| 1962. | 1968. | 1975. | 1982. | 1990. | 1999. | 2011. |
| ----- | ----- | ----- | ----- | ----- | ----- | ----- |
| 250   | 258   | 221   | 189   | 203   | 229   | 289   |

График промене броја становника у току последњих година